# Rastinjärvi (sjö i Kajanaland)
Rastinjärvi är en sjö i Finland. Den ligger i kommunen Kuhmo i landskapet Kajanaland, i den centrala delen av landet, 500 km nordost om huvudstaden Helsingfors. Rastinjärvi ligger 209,2 meter över havet. Arean är 77,3 hektar och strandlinjen är 5,96 kilometer lång. Sjön  ingår i Uleälvens huvudavrinningsområde. 